# Fragatas Tipo 23
As Fragatas Tipo 23, é uma classe de fragatas construídas para a Marinha Real Britânica. O primeiro Tipo 23 foi comissionada em 1989, e a décima sexta em Junho de 2002. Esta classe forma o núcleo da frota de destroyers e fragatas da marinha real, e servem lado a lado com os destroyers Type 45. Originalmente incumbida para a guerra antissubmarina no Oceano Atlântico, as fragatas Tipo 23 provaram ao longo dos anos a sua versatilidade em cenários de conflito, manutenção de paz e em operações de segurança marítima
à volta do globo. Treze fragatas Tipo 23 continuam em serviço na Marinha Real, tendo sido as outras três vendidas ao Chile e entregues à Armada do Chile.
Estas treze fragatas ao serviço da marinha real serão substituídas pelas Fragata Type 26 a partir de 2021. Em 2012 tomou forma o plano de fazer com que a fragata HMS Argyll será a primeira a retirar-se do activo em 2023, enquanto a fragata HMS St Albans será a última, em 2036.

## Navios
| Name                   | Número de amura        | Estaleiro                       | Batimento de casco     | Lançamento             | Comissionamento        | Situação                                                           |
| Marinha Real Britânica | Marinha Real Britânica | Marinha Real Britânica          | Marinha Real Britânica | Marinha Real Britânica | Marinha Real Britânica | Marinha Real Britânica                                             |
| ---------------------- | ---------------------- | ------------------------------- | ---------------------- | ---------------------- | ---------------------- | ------------------------------------------------------------------ |
| Norfolk                | F230                   | Marconi Marine (YSL), Scotstoun | 14 de dezembro de 1985 | 10 de julho de 1987    | 1 de junho de 1990     | transferido para a Marinha do Chile como Almirante Cochrane        |
| Marlborough            | F233                   | Swan Hunter, Wallsend           | 22 de outubro de 1987  | 21 de janeiro de 1989  | 14 de junho de 1991    | transferido para a Marinha do Chile como Almirante Condell         |
| Argyll                 | F231                   | Marconi Marine (YSL), Scotstoun | 20 de março de 1987    | 8 de abril de 1989     | 31 de maio de 1991     | em operação, descomissionamento previsto em 2023                   |
| Lancaster              | F229                   | Marconi Marine (YSL), Scotstoun | 18 de dezembro de 1987 | 24 de maio de 1990     | 1 de maio de 1992      | em operação, descomissionamento previsto em 2024                   |
| Iron Duke              | F234                   | Marconi Marine (YSL), Scotstoun | 12 de dezembro de 1988 | 2 de março de 1991     | 20 de maio de 1993     | em operação, descomissionamento previsto em 2025                   |
| Monmouth               | F235                   | Marconi Marine (YSL), Scotstoun | 1 de junho de 1989     | 23 de novembro de 1991 | 24 de setembro de 1993 | em operação, descomissionamento previsto em 2026                   |
| Montrose               | F236                   | Marconi Marine (YSL), Scotstoun | 1 de novembro de 1989  | 31 de julho de 1992    | 2 de junho de 1994     | em operação, descomissionamento previsto em 2027                   |
| Westminster            | F237                   | Swan Hunter, Wallsend           | 18 de janeiro de 1991  | 4 de fevereiro de 1992 | 13 de maio de 1994     | em operação, descomissionamento previsto em 2028                   |
| Northumberland         | F238                   | Swan Hunter, Wallsend           | 4 de abril de 1991     | 4 de abril de 1992     | 29 de novembro de 1994 | em operação, descomissionamento previsto em 2029                   |
| Richmond               | F239                   | Swan Hunter, Wallsend           | 16 de fevreiro de 1992 | 6 abril de 1993        | 22 de junho de 1995    | em operação, descomissionamento previsto em 2030                   |
| Somerset               | F82                    | Marconi Marine (YSL), Scotstoun | 12 de outubro de 1992  | 25 de junho de 1994    | 20 de setembro de 1996 | em operação, descomissionamento previsto em 2031                   |
| Grafton                | F80                    | Marconi Marine (YSL), Scotstoun | 13 de maio de 1993     | 5 de novembro de 1994  | 29 de maio de 1997     | transferido para a Marinha do Chile renomeado como Almirante Lynch |
| Sutherland             | F81                    | Marconi Marine (YSL), Scotstoun | 14 de outubro de 1993  | 9 de março de 1996     | 4 de julho de 1997     | em operação, descomissionamento previsto em 2032                   |
| Kent                   | F78                    | Marconi Marine (YSL), Scotstoun | 16 de abril de 1997    | 27 de maio de 1998     | 8 de junho de 2000     | em operação, descomissionamento previsto em 2033                   |
| Portland               | F79                    | Marconi Marine (YSL), Scotstoun | 14 de janeiro de 1998  | 15 de maio de 1999     | 3 de maio de 2001      | em operação, descomissionamento previsto em 2034                   |
| St Albans              | F83                    | Marconi Marine (YSL), Scotstoun | 18 de abril de 1999    | 6 de maio de 2000      | 6 de junho de 2002     | em operação, descomissionamento previsto em 2035                   |
| Armada do Chile        |                        |                                 |                        |                        |                        |                                                                    |
| Almirante Cochrane     | FF05                   | Marconi Marine (YSL), Scotstoun | 14 de dezembro de 1985 | 10 de julho de 1987    | 22 de novembro de 2006 | em operação, anteriormente HMS Norfolk (F230)                      |
| Almirante Condell      | FF06                   | Swan Hunter, Wallsend           | 22 de outubro de 1987  | 21 de janeiro de 1989  | 28 de maio de 2008     | em operação, anteriormente HMS Marlborough (F233)                  |
| Almirante Lynch        | FF07                   | Marconi Marine (YSL), Scotstoun | 13 de maio de 1993     | 5 de novembro de 1994  | 28 de março de 2007    | em operação, anteriormente HMS Grafton (F80)                       |